# گوانگیوان
گوانگیوان (به لاتین: Guangyuan) یک شهر مرکزی در جمهوری خلق چین است که در سیچوآن واقع شده‌است.

## خصوصیات
گوانگیوان ۱۶٬۳۱۳٫۷۸ کیلومترمربع مساحت و ۲٬۴۸۴٬۱۲۳ نفر جمعیت دارد.

## خواهرخوانده
شهر شوبارا، هیروشیما خواهرخواندهٔ گوانگیوان هست.